# Camilla Rutherford
Camilla Rutherford (* 20. September 1976 in London) ist eine britische Schauspielerin.
Camilla Rutherford studierte kurzzeitig Mathematik an der Newcastle University, entschied sich aber dann als Model zu arbeiten. Ab 2000 wurde sie auch als Schauspielerin tätig. Ihr Schaffen umfasst mehr als zwei Dutzend Film- und Fernsehproduktionen. Sie spielte 2006 Tania in Land of the Blind sowie 2007 Alice in Darjeeling Limited und Jocasta in der Serie Rom.

## Filmografie (Auswahl)
- 2001: Gosford Park
- 2004: Vanity Fair – Jahrmarkt der Eitelkeit (Vanity Fair)
- 2006: Land of the Blind
- 2007: Darjeeling Limited
- 2007: Rom (Fernsehserie, 7 Folgen)
- 2014: Fleming: Der Mann, der Bond wurde (Fleming: The Man Who Would Be Bond, Miniserie, 4 Folgen)
- 2016: Absolutely Fabulous: Der Film (Absolutely Fabulous: The Movie)
- 2017: Der seidene Faden (Phanthom Thread)
- 2017: Solange ich atme (Breathe)
- 2021: A Very British Scandal (Fernsehserie, 2 Folgen)
- 2021: A Bird Flew In
- 2023: Club Zero